# Beverino
Beverino – miejscowość i gmina we Włoszech, w regionie Liguria, w prowincji La Spezia.
Według danych na rok 2004 gminę zamieszkiwało 2228 osób, a gęstość zaludnienia wynosi 63,7 os./km².